# Saint-Macaire-en-Mauges
Saint-Macaire-en-Mauges är en kommun i departementet Maine-et-Loire i regionen Pays de la Loire i nordvästra Frankrike. Kommunen ligger i kantonen Montfaucon-Montigné som tillhör arrondissementet Cholet. År 2018 hade Saint-Macaire-en-Mauges 7 028 invånare.

## Befolkningsutveckling
Antalet invånare i kommunen Saint-Macaire-en-Mauges
| Referens: INSEE |